# Panagiōtīs Zachariou
Panagiōtīs Zachariou (in greco Παναγιώτης Ζαχαρίου?; 26 febbraio 1996) è un calciatore cipriota, attaccante dell'AEL Limassol.

## Carriera

### Club
Ha giocato nella prima divisione cipriota.

### Nazionale
Nel 2018, dopo aver precedentemente anche giocato in Under-21, ha esordito nella nazionale cipriota.

## Statistiche

### Cronologia presenze e reti in nazionale
| Cronologia completa delle presenze e delle reti in nazionale ― Cipro | Cronologia completa delle presenze e delle reti in nazionale ― Cipro | Cronologia completa delle presenze e delle reti in nazionale ― Cipro | Cronologia completa delle presenze e delle reti in nazionale ― Cipro | Cronologia completa delle presenze e delle reti in nazionale ― Cipro | Cronologia completa delle presenze e delle reti in nazionale ― Cipro | Cronologia completa delle presenze e delle reti in nazionale ― Cipro | Cronologia completa delle presenze e delle reti in nazionale ― Cipro |
| Data                                                                 | Città                                                                | In casa                                                              | Risultato                                                            | Ospiti                                                               | Competizione                                                         | Reti                                                                 | Note                                                                 |
| -------------------------------------------------------------------- | -------------------------------------------------------------------- | -------------------------------------------------------------------- | -------------------------------------------------------------------- | -------------------------------------------------------------------- | -------------------------------------------------------------------- | -------------------------------------------------------------------- | -------------------------------------------------------------------- |
| 16-11-2018                                                           | Nicosia                                                              | Cipro                                                                | 1 – 1                                                                | Bulgaria                                                             | UEFA Nations League 2018-2019 - 1º turno                             | 1                                                                    | 67’                                                                  |
| 19-11-2018                                                           | Nicosia                                                              | Cipro                                                                | 0 – 2                                                                | Norvegia                                                             | UEFA Nations League 2018-2019 - 1º turno                             | -                                                                    | 85’                                                                  |
| 10-10-2019                                                           | Astana                                                               | Kazakistan                                                           | 1 – 2                                                                | Cipro                                                                | Qual. Euro 2020                                                      | -                                                                    | 46’                                                                  |
| 13-10-2019                                                           | Nicosia                                                              | Cipro                                                                | 0 – 5                                                                | Russia                                                               | Qual. Euro 2020                                                      | -                                                                    | 36’                                                                  |
| 7-10-2020                                                            | Larnaca                                                              | Cipro                                                                | 1 – 2                                                                | Rep. Ceca                                                            | Amichevole                                                           | -                                                                    | 73’                                                                  |
| 13-10-2020                                                           | Elbasan                                                              | Azerbaigian                                                          | 0 – 0                                                                | Cipro                                                                | UEFA Nations League 2020-2021 - 1º turno                             | -                                                                    | 46’                                                                  |
| 7-6-2021                                                             | Charkiv                                                              | Ucraina                                                              | 4 – 0                                                                | Cipro                                                                | Amichevole                                                           | -                                                                    | 69’                                                                  |
| 4-9-2021                                                             | Nicosia                                                              | Cipro                                                                | 0 – 2                                                                | Russia                                                               | Qual. Mondiali 2022                                                  | -                                                                    | 77’                                                                  |
| 7-9-2021                                                             | Bratislava                                                           | Slovacchia                                                           | 2 – 0                                                                | Cipro                                                                | Qual. Mondiali 2022                                                  | -                                                                    | 75’                                                                  |
| Totale                                                               |                                                                      | Presenze                                                             | 9                                                                    |                                                                      | Reti                                                                 | 1                                                                    |                                                                      |

## Palmarès

### Club

#### Competizioni nazionali
- Coppa di Cipro: 2

Omonia: 2021-2022, 2022-2023
- Supercoppa di Cipro: 1

Omonia: 2021